# Першо-Костянтинівська волость
Першо-Костянтинівська волость — історична адміністративно-територіальна одиниця Дніпровського повіту Таврійської губернії.
Станом на 1886 рік — складалася з 9 поселень, 7 сільських громад. Населення — 7518 осіб (3943 осіб чоловічої статі та 3575 — жіночої), 1150 дворових господарств.
|                     | Площа, десятин | У тому числі орної, дес. |
| ------------------- | -------------- | ------------------------ |
| Сільських громад    | 44750          | 23670                    |
| Приватної власності | 24994          | 362                      |
| Казенної власності  | 9616           | 731                      |
| Іншої власності     | 245            | 59                       |
| Загалом             | 79605          | 24822                    |

Найбільші поселення волості:
- Першо-Костянтинівка (Мало-Чокрак) — село при Сиваші за 86 верст від повітового міста, 1190 осіб, 194 двори, молитовний будинок, школа, 2 лавки. За 7 верст — цегельний завод, черепичний завод.
- Олексіївка (Чурхом) — колонія при Сиваші, 700 осіб, 75 дворів, молитовний будинок, лавка.
- Друго-Олександрівка (Отаман) — колонія, 744 особи, 93 двори, православна церква, лавка.
- Григорівка (Велико-Чокрак) — село, 1152 особи, 207 дворів, школа, лавка.
- Іванівка (Терень) — колонія при Сиваші, 1061 особа, 161 двір, православна церква, школа, лавка.
- Павлівка — село, 952 особи, 170 дворів, школа, лавка.
- Строганівка (Джайпа) — колонія при Сиваші, 1377 осіб, 197 дворів, православна церква, школа, лавка.